# Пересопницьке князівство
Пересопницьке князівство — західне давньоукраїнське князівство династії Рюриковичів на території сучасної Волині з центром у Пересопниці.

## Відомості
У давньоруські часи князівство входило до складу Волинського князівства. Вперше виділилося з його складу 1147 року як новостворений уділ для В'ячеслава Володимировича. Але згодом князівство знову увійшло до складу спочатку Волинського, а згодом Луцького князівства.
Наново воно виділилося 1180 року — після смерті луцького князя Ярослава Ізяславича його сини розділили між собою батьківські землі, і Пересопниця дісталася Мстиславу Німому, що просидів тут 40 років та 1220 року перейшов до Луцька, ліквідувавши Пересопницьке князівство.
Останнього разу князівство існувало у 1225–1229 рр., коли пересопницьким князем був Василько Романович. Після цього воно увійшло до складу Галицько-Волинської держави.

## Пересопницькі князі
| 1147–1149 | В'ячеслав Володимирович (син Володимира Мономаха) |
| 1150      | Мстислав I Юрійович (син Юрія Долгорукого)        |
| 1150–1151 | Андрій Боголюбський (син Юрія Долгорукого)        |
| 1152–1154 | Володимир Андрійович (син Андрія Доброго)         |
| 1155–1156 | Мстислав II Ізяславич (син Ізяслава Мстиславича)  |
| 1180–1220 | Мстислав III Німий (син Ярослава Ізяславича)      |
| 1225–1229 | Василько Романович (син Романа Великого)          |